# André Kimbuta Yango
Pour les articles homonymes, voir Yango.
 (juillet 2017).
Si vous disposez d'ouvrages ou d'articles de référence ou si vous connaissez des sites web de qualité traitant du thème abordé ici, merci de compléter l'article en donnant les références utiles à sa vérifiabilité et en les liant à la section « Notes et références ».
André Kimbuta Yango, né le 16 juin 1954 à Kikwit est un homme politique kino-congolais. Il était gouverneur de la ville province de Kinshasa, capitale de la république démocratique du Congo de 2007 à 2019.

## Biographie

### Jeunesse
Né le 16 juin 1954 à Kikwit, au Bandundu , André Kimbuta est licencié en mathématique de l'Institut pédagogique national (IPN) depuis 1979. 

### Enseignant
Il enseignera au collège Boboto, dans la commune de la Gombe, avant de se rendre au Niger et au Gabon pour le même travail.

### Entrepreneur
Revenu au pays, Kimbuta se lance dans les affaires qui font de lui le responsable d'une société qui emploie environ 600 agents. Amateur de football, le nouveau gouverneur dirige l'AS Vita Club de Kinshasa.
Il est aussi l'un des animateurs du comité de soutien aux Léopards. Président honoraire de la Coordination pour le développement de Kinshasa (CODEK), André Kimbuta a aussi exercé les fonctions de conseiller au ministère des Affaires intérieures, sécurité et décentralisation.

### Gouverneur
Élu gouverneur de la ville à l'issue d'un scrutin au suffrage indirect, il a été investi dans ses fonctions au terme d'une ordonnance présidentielle, Ordonnance no 07/010 du 16 mars 2007 portant investiture du Gouverneur de la ville de Kinshasa, après confirmation de son élection par la Cour suprême de justice.
A l’issue des scrutins 2019, il sera remplacé par Gentiny Ngobila Mbaka au poste de gouverneur de la ville province de Kinshasa qui l'accusera plus tard de mauvaise gestion des finances de la ville.

### Sénateur
Il est élu sénateur,.